# صلاح‌لی (یولاخ)
صلاح‌لی (به لاتین: Salahlı) منطقه‌ای مسکونی در جمهوری آذربایجان است که در شهرستان یولاخ واقع شده است. صلاح‌لی ۲۵۶۹ نفر جمعیت دارد.